# RSC (zespół muzyczny)
RSC – rzeszowski zespół rockowy, założony w roku 1981 przez studentów tamtejszych wyższych uczelni.

## Historia
| 1981–1983 | - Andrzej Wiśniowski – gitara - Piotr Spychalski – keyboard - Zbigniew Działa – wokal - Wiktor Kucaj – instrumenty klawiszowe - Michał Kochmański – perkusja - Wiesław Bawor – skrzypce - Andrzej Szczypek – gitara basowa                                                                                        |
| 1984      | - Piotr Spychalski – keyboard - Zbigniew Działa – wokal - Wiktor Kucaj – instrumenty klawiszowe - Michał Kochmański – perkusja - Wiesław Bawor – skrzypce - Marian Zych – gitara basowa - Witold Sądaj – gitara                                                                                                   |
| 1987–1988 | - Andrzej Wiśniowski – gitara - Zbigniew Działa – wokal - Jacek Lang – wokal - Piotr Spychalski – instrumenty klawiszowe - Wiktor Kucaj – instrumenty klawiszowe - Mariusz Koziołkiewicz – instrumenty klawiszowe - Marian Zych – gitara basowa - Leszek Dziarek – perkusja                                       |
| 1993–1994 | - Wiktor Kucaj – keyboard - Piotr Spychalski – keyboard, sequencer - Zbigniew Działa – wokal - Waldemar Rzeszut – gitara - Wojtek Tramowski – gitara - Oksana Malinowska – skrzypce |
| 1994–1996 | - Wiktor Kucaj – organy Hammonda - Zbigniew Działa – wokal - Michał Kochmański – perkusja - Waldemar Rzeszut – gitara - Wojtek Tramowski – gitara - Andrzej Balawender – skrzypce - Krzysztof Dziuba – gitara basowa - Tom Kiersnowski – harmonijka ustna - Witold Stepaniak – gitara                             |
| 1997–2000 | - Wiktor Kucaj – organy Hammonda - Zbigniew Działa – wokal - Michał Kochmański – perkusja - Waldemar Rzeszut – gitara - Andrzej Balawender – skrzypce - Krzysztof Dziuba – gitara basowa - Tom Kiersnowski – harmonijka ustna                                                                                     |
| 2000–2001 | - Wiktor Kucaj – organy Hammonda - Michał Kochmański – perkusja - Witold Stepaniak – wokal, gitara - Waldemar Rzeszut – gitara - Andrzej Balawender – skrzypce - Krzysztof Dziuba – gitara basowa |
| 2002–2004 | - Wiktor Kucaj – organy Hammonda - Witold Stepaniak – wokal, gitara - Krzysztof Dziuba – gitara basowa - Marcin Pecel – gitara - Andrzej Misztal – perkusja |
| 2006–2008 | - Wiktor Kucaj – instrumenty klawiszowe, sample - Zbigniew Działa – śpiew, gitary |
| 2012      | - Andrzej Wiśniowski – gitara - Piotr Spychalski – keyboard - Zbigniew Działa – śpiew - Wiktor Kucaj – instrumenty klawiszowe - Michał Kochmański – perkusja - Wiesław Bawor – skrzypce - Andrzej Szczypek – gitara basowa (intro, 2 pierwsze utwory) - Krzysztof Dziuba – gitara basowa (3 kolejne utwory, bisy) |
| 2015      | - Andrzej Wiśniowski – gitara - Piotr Spychalski – keyboard - Zbigniew Działa – śpiew - Wiktor Kucaj – instrumenty klawiszowe - Michał Kochmański – perkusja - Wiesław Bawor – skrzypce - Krzysztof Dziuba – gitara basowa - Andrzej Szczypek – gitara basowa                                                     |
| od 2016   | - Zbigniew Działa – śpiew - Andrzej Wiśniowski – gitara - Wiesław Bawor – skrzypce - Piotr Spychalski – keyboard - Krzysztof Dziuba – gitara basowa - Michał Kochmański – perkusja |

W roku 1982 grupa występowała w Jarocinie zajmując drugie miejsce w konkursie głównym za kapelą Rekonstrukcja. Po tym sukcesie grupa nagrała kilka utworów dla Polskiego Radia m.in. „Życie to teatr”. W 1984 r. nakładem Polskich Nagrań pojawił się ich album RSC (tzw. „fly rock”), a dwa inne nagrania pojawiły się na składance firmy Savitor. W roku 1983 grupa występowała w Jarocinie już jako gwiazdy festiwalu. Po tych występach nagrała nowy materiał wydany na kasecie RSC przez firmę VEGA. Znalazły się na niej takie utwory jak: „Maraton rockowy” i „Muzyka semaforów”. Oba albumy doczekały się statusu „Złotej płyty”. W roku 1984 z zespołu odszedł Andrzej Wiśniowski i grupa wkrótce rozwiązała się. Po trzech latach nastąpiła reaktywacja. Zespół przygotował materiał na trzeci album, który prezentowali na trasie koncertowej w dzisiejszej Ukrainie i południowej Polsce. Płyta nie została jednak wydana i w roku 1988 grupa ponownie rozwiązała się. W 1993 grupa po raz trzeci reaktywowała się. Ze starego składu pozostali Wiktor Kucaj, Zbigniew Działa i Piotr Spychalski, który niedługo potem odszedł, a następnie do zespołu powrócił Michał Kochmański. Reaktywowany RSC koncertował na terenie Polski południowo-wschodniej. Pod koniec 2001 roku zespół opuścił Andrzej Balawender. Niedługo potem Michał Kochmański wyjechał do Norwegii. Zastąpił go Andrzej Misztal. Zespół opuścił też Waldemar Rzeszut, którego zastąpił Marcin Pecel. Po zmianach składu aktywność zespołu zmalała i wkrótce nastała cisza. W 2006 roku zespół odrodził się ponownie. Wiktor Kucaj i Zbigniew Działa pod szyldem RSC dwa lata później wydają album aka flyrock. 25 lutego 2012 w rzeszowskim Klubie Pod Palmą ma miejsce koncert charytatywny dla przyjaciela Macieja Miernika. RSC wystąpiło w pierwotnym składzie, obok takich wykonawców jak Aurora, 1984, KSU, Wańka Wstańka, Maciej Maleńczuk, Made in Poland.
Album z tego koncertu (2 CD + 2 DVD) zatytułowany Help Maciek 2 – Live miał premierę 14 stycznia 2015.
Od 2015 zespół ponownie koncertuje oraz nagrywa nowe piosenki. Zbigniew Działa zapowiedział te wydarzenia w programie INTV Łódź. W 2017 wydano reedycję drugiego albumu, który pod nazwą Życie to teatr trafił na rynek nakładem wydawnictwa GAD Records.

## Członkowie zespołu
- Andrzej Balawender – skrzypce
- Wiesław Bawor – skrzypce
- Zbigniew Działa – śpiew, gitary
- Leszek Dziarek – perkusja
- Krzysztof Dziuba – gitara basowa
- Janusz Kawa – perkusja
- Tom Kiersnowski – harmonijka ustna
- Michał Kochmański – perkusja
- Mariusz Koziołkiewicz – instrumenty klawiszowe
- Wiktor Kucaj – instrumenty klawiszowe, sample
- Jacek Lang – wokal
- Oksana Malinowska – skrzypce
- Andrzej Misztal – perkusja
- Marcin Pecel – gitara
- Waldemar Rzeszut – gitara
- Witold Sądaj – gitara (1957-2010)[16]
- Witold Stepaniak – wokal, gitara
- Piotr Spychalski – keyboard, sequencer
- Andrzej Szczypek – gitara basowa
- Wojtek Tramowski – gitara
- Andrzej Wiśniowski – gitara
- Marian Zych – gitara basowa

## Dyskografia

### Albumy
- RSC (tzw. „fly rock”) wyd. Polskie Nagrania „Muza” 1983 (LP, MC), 2004 (DG CD)[17], (DG CD), wyd. Polskie Nagrania „Muza” 2013
- RSC / Życie to teatr wyd. VEGA 1984 (MC)[18], (CD) wyd. GAD Records 2017[14]
- Nagrany w Studio RSC album, nigdy się nie ukazał 1987–1988[19]
- Maraton rockowy wyd. Victor 1994 (CD, MC), wyd. MTJ 2000 (CD, MC), wyd. Polskie Radio S.A. 2007 (DG CD)
- Czas Wodnika wyd. Victor 1996 (CD, MC), wyd. Polskie Radio S.A. 2007 (DG CD)
- Parakletos wyd. Ars Mundi 1997 (CD, MC), wyd. Polskie Radio S.A. 2007 (DG CD)
- Gold wyd. Koch International 2000 (CD, MC)
- The Best – Życie to teatr wyd. Agencja Artystyczna MTJ 2004 (CD)
- aka flyrock wyd. Lynx Music 2008 (CD)
- Cienie 1987 wyd. Gad Records 2025 (CD, MC)

### Single
- „Kradniesz mi moją duszę” / „Aneks do snu” (1983, Polskie Nagrania „Muza”) (SS 806)[20]
- „Reklama mydła” / „Targowisko dusz” (1984, Tonpress) (S-502)[21]
- „Życie to tylko walc” (2016)[22]
- „To taki piękny kraj” RSC feat. Peja (2018)[23]

### Inne
- Help Maciek 2 Live (2015)[10][11]

## Teledyski
- „Maraton rockowy”
- „Czas wodnika”
- „Wielkie żarcie”
- „Niczego więcej”
- „Rudy 38”
- „To taki piękny kraj” RSC feat. Peja[23]